# Фісун Анатолій Якович
Анатолій Якович Фісун (нар. 12 березня 1941) — радянський український футболіст та тренер, виступав на позиції воротаря.

## Кар'єра гравця
У 1964 році приєднався до «Шахтаря» з Олександрії. У складі «гірників» провів три з половино сезони. Виступав за олександрійську команду в Класі «Б» та кубку СРСР (в останньому з вище вказаних турнірів провів 5 матчів). По ходу сезону 1967 року приєднався до криворізького «Кривбасу», у футболці якого провів 14 матчів у класі Б. По завершенні сезону 1968 року завершив кар'єру футболіста.

## Кар'єра тренера
По завершенні кар'єри гравця розпочав тренерську діяльність. У 1971 році очолював аматорський колектив «Хімік» з Кривого Рогу.